# Torre Atlas (Casablanca)
La Torre Atlas (en francés: Tour Atlas) es una torre de oficinas situada en la ciudad de Casablanca, cerca del puerto. Construido en 1974, fue el edificio más alto de la ciudad hasta la construcción de la Torre Habous, de 94 metros, en el barrio de Habous, en 1983, superando al Edificio Libertad, construido en 1951. Alberga la sede de la Société centrale de réassurance (SCR).
En noviembre de 2024 sufrió un incendio iniciado en el piso 12 del edificio, que afectó a varios de los pisos superiores del edificio.

## Galería

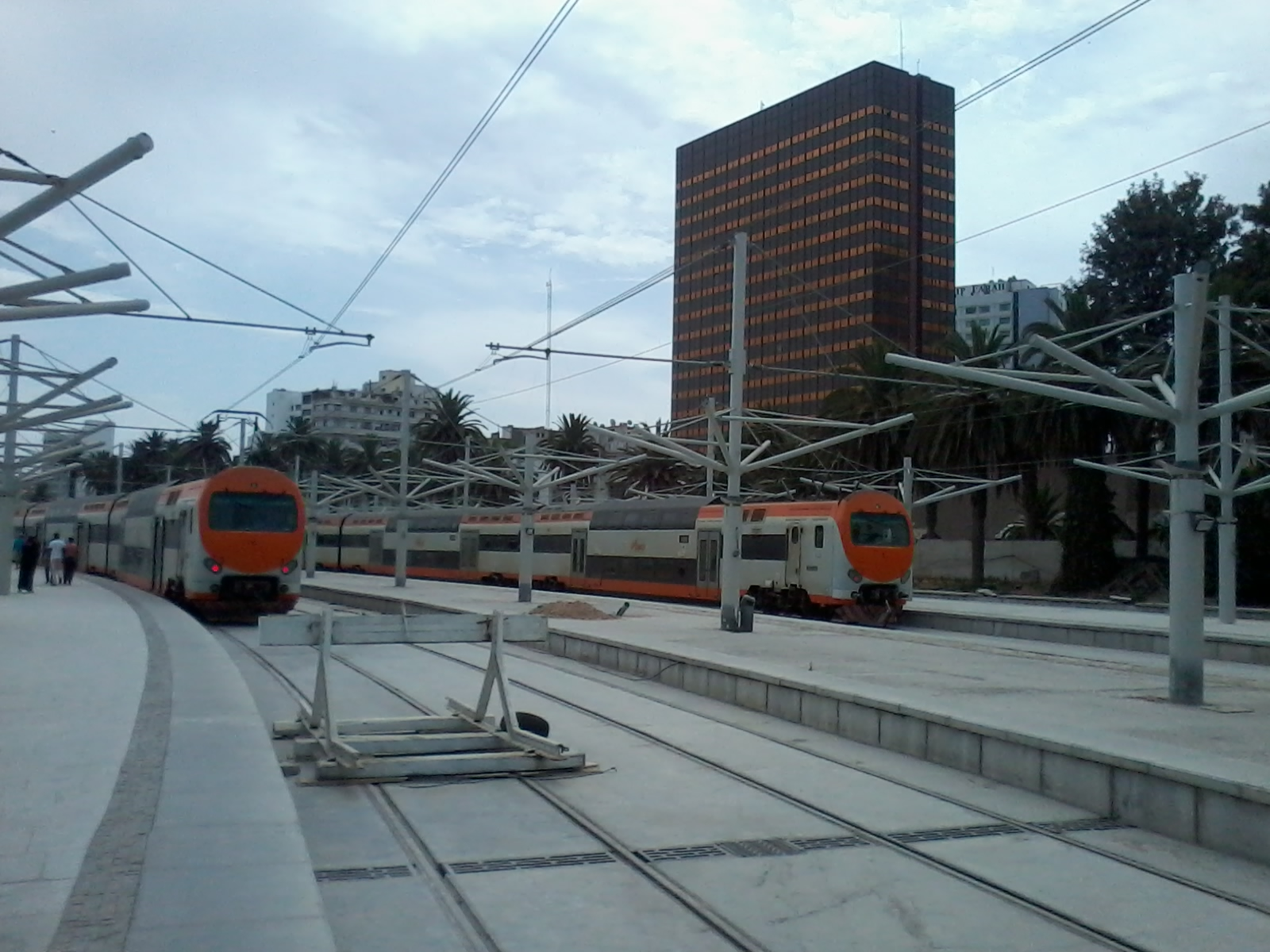
El edificio, visto desde la estación de Casa-Port.
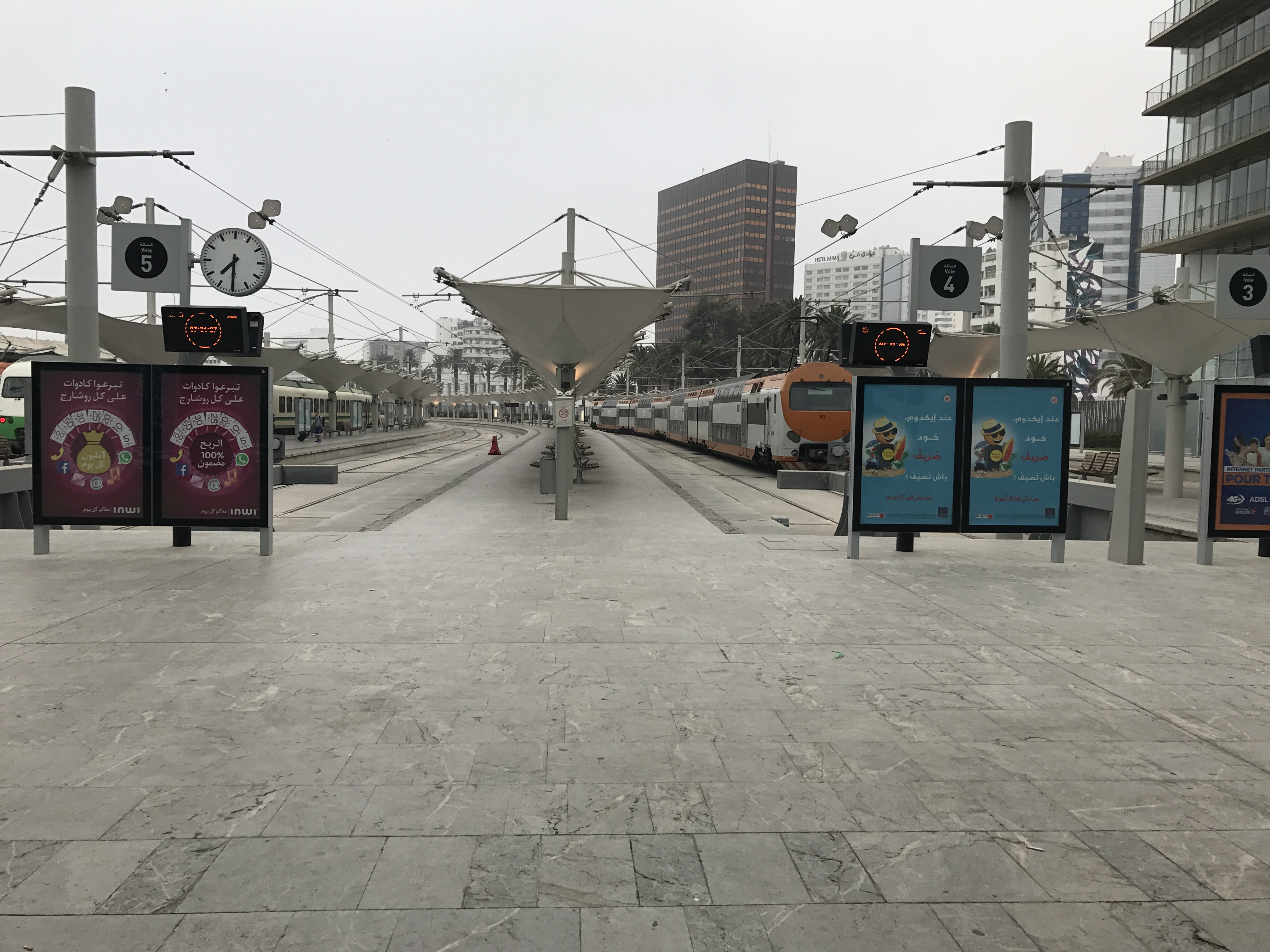
El edificio desde la estación en 2017.